# Anilios zonula
Anilios zonula — вид змій родини сліпунів (Typhlopidae). Ендемік Австралії. Описаний у 2016 році.

## Поширення і екологія
Anilios zonula відомі за кількома зразками, зібраними на островах Аугустус і Сторр, розташованих поблизу узбережжя Кімберлі у Західній Австралії. Вони живуть на сухих луках, серед пісковикових скель.